# Comuna Stodulți, Jmerînka
Stodulți (în ucraineană Стодульці) este o comună în raionul Jmerînka, regiunea Vinnița, Ucraina, formată din satele Rojepî și Stodulți (reședința).

## Demografie
Componența lingvistică a satului Stodulți
     Ucraineană (97,91%)
     Rusă (2,09%)
Conform recensământului din 2001, majoritatea populației satului Stodulți era vorbitoare de ucraineană (97,91%), existând în minoritate și vorbitori de rusă (2,09%).